# 莫雷諾谷
莫雷諾谷（Moreno Valley, California）是美國加利福尼亞州里弗賽德縣的一個城市，位於該縣西北部。面積133.6平方公里，2006年人口183,571人。
1984年12月3日建市。